# Finntjärnen (Svärdsjö socken, Dalarna)
Finntjärnen är en sjö i Falu kommun i Dalarna och ingår i Gavleåns huvudavrinningsområde.